# زومتاپین
زومتاپین (انگلیسی: Zometapine) یک داروی ضد افسردگی است که از مشتقات پیرازولودیازپین است. ساختار مولکولی آن شباهت زیادی به تینودیازپین ها دارد و با سایر گروه های داروهای ضد افسردگی ارتباطی ندارد.